# Nashira
Nashira (γ Cap, γ Capricorni, Gamma Capricorni) è una stella situata nella costellazione del Capricorno. Avendo una magnitudine di 3,68, è la quarta stella più luminosa della costellazione. Dista 157 anni luce dal Sistema solare.
Il nome Nashira deriva dall'arabo سعد ناشرة - Al Sa'd al Nashirah che significa "la portatrice di buone notizie" o "la fortunata".

## Osservazione
Si tratta di una stella situata nell'emisfero celeste australe; grazie alla sua posizione non fortemente australe, può essere osservata dalla gran parte delle regioni della Terra, sebbene gli osservatori dell'emisfero sud siano più avvantaggiati. Nei pressi dell'Antartide appare circumpolare, mentre resta sempre invisibile solo in prossimità del circolo polare artico. Essendo di magnitudine 3,68, la si può osservare anche dai piccoli centri urbani senza difficoltà, sebbene un cielo non eccessivamente inquinato sia maggiormente indicato per la sua individuazione.
Il periodo migliore per la sua osservazione nel cielo serale ricade nei mesi compresi fra fine giugno e novembre; da entrambi gli emisferi il periodo di visibilità rimane indicativamente lo stesso, grazie alla posizione della stella non lontana dall'equatore celeste.

## Caratteristiche
Nashira è stata in passato classificata di classe spettrale F0, e in tempi più recenti di classe A7; il suo stato evolutivo è incerto, si pensa che stia passando dalla sequenza principale allo stadio di gigante, infatti in diverse pubblicazioni del XXI secolo appare di tipo A7III. Nashira è una variabile Alfa2 Canum Venaticorum,, è 2,5 volte più massiccia del Sole, ed è anche una stella Am, un tipo di stelle che presenta nel suo spettro delle forti linee di assorbimento di alcuni metalli.